# ملعب ستوكهولم الأولمبي
ملعب ستوكهولم الأولمبي (بالسويدية: Stockholms Olympiastadion) هو ملعب متعدد الاستخدام يقع في ستوكهولم عاصمة السويد، صممه المهندس المعماري توربين جروت. تم بنائه في 1912 لاستضافة دورة الألعاب الأولمبية الصيفية 1912 حيث استضاف الملعب منافسات ألعاب قوى، وبعض من منافسات الفروسية وبعض من منافسات كرة القدم وبعض المنافسات الرياضية الأخرى. غالباً ما يتم استخدامه في الفترة الحالية لاستضافة مباريات كرة القدم حيث يعتبر الملعب الرسمي الذي يخوض فيه نادي يورغوردينس مبارياته، ويتسع الملعب لجلوس 13,145-14,500 متفرج حسب الاستخدام وتبلغ طاقته القصوى حوالي 33,000 متفرج للحفلات الموسيقية.

## أحداث أخرى
استضاف الملعب مجموعة متنوعة من الأحداث، بما في ذلك بطولة أوروبا لألعاب القوى 1958 كما استضاف أيضاً في حدث غريب من نوعه منافسات الفروسية للألعاب الأولمبية الصيفية عام 1956 الذي كان من المفترض أن يجرى في ملبورن، ولكن بسبب قوانين الحظر على إدخال الخيول إلى أستراليا بسبب الحجر الصحي، تم استضافته في ملعب ستوكهولم.

## معرض صور

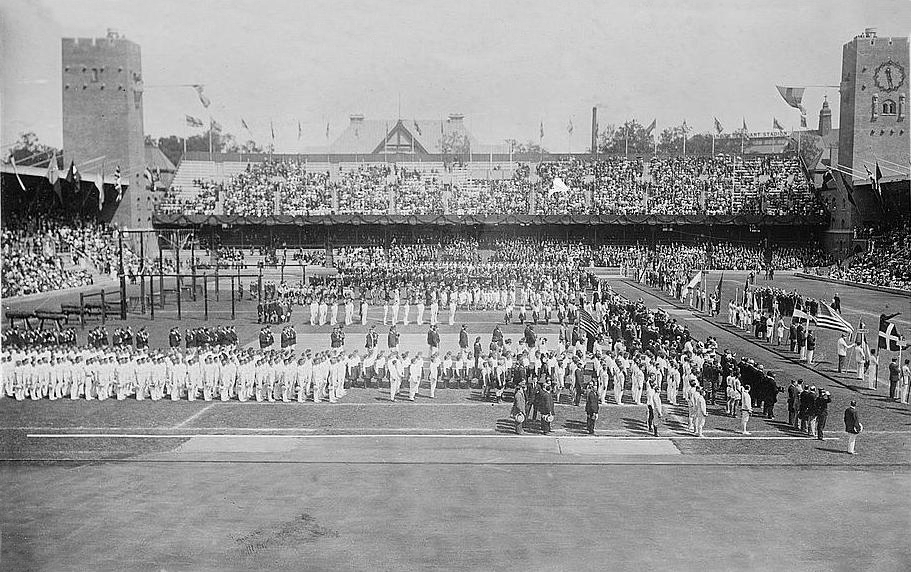
حفل افتتاح دورة الألعاب الاولمبية الصيفية 1912 بملعب ستوكهولم الأولمبي وقدرت الطاقة الاستيعابية للملعب في ذلك الوقت بـ20.000 الف متفرج.
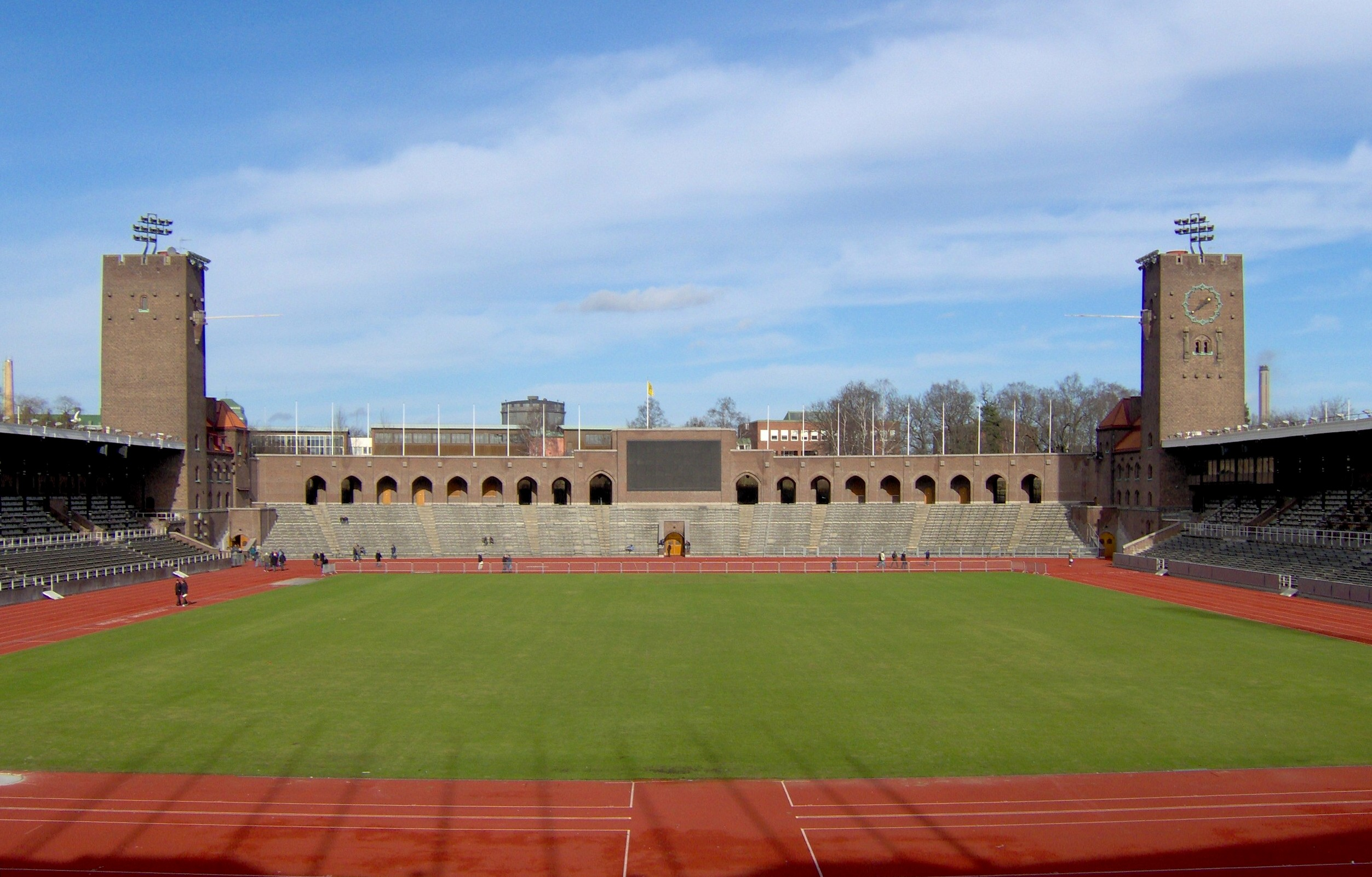
واجهه الملعب.
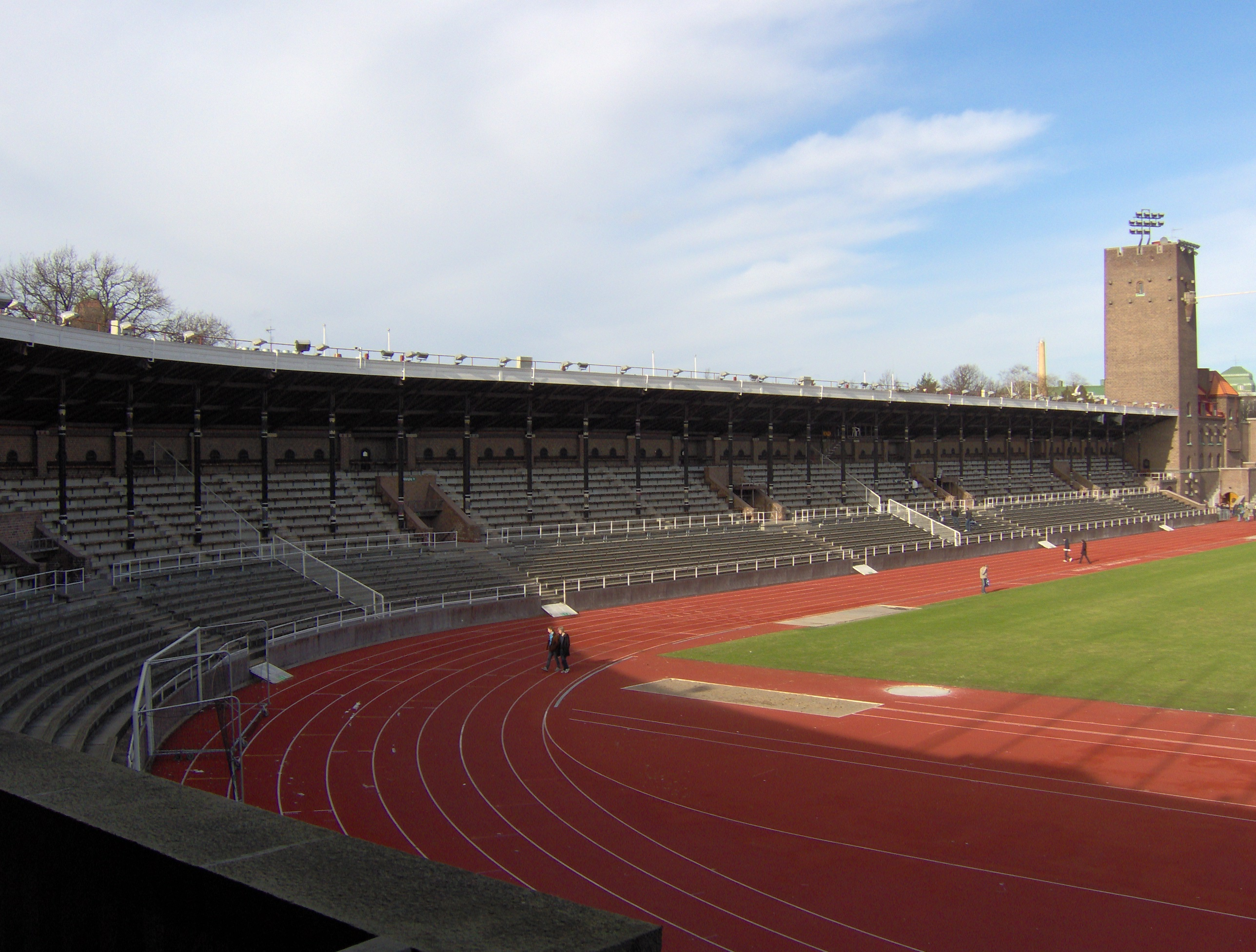
الجانب الغربي من الملعب.
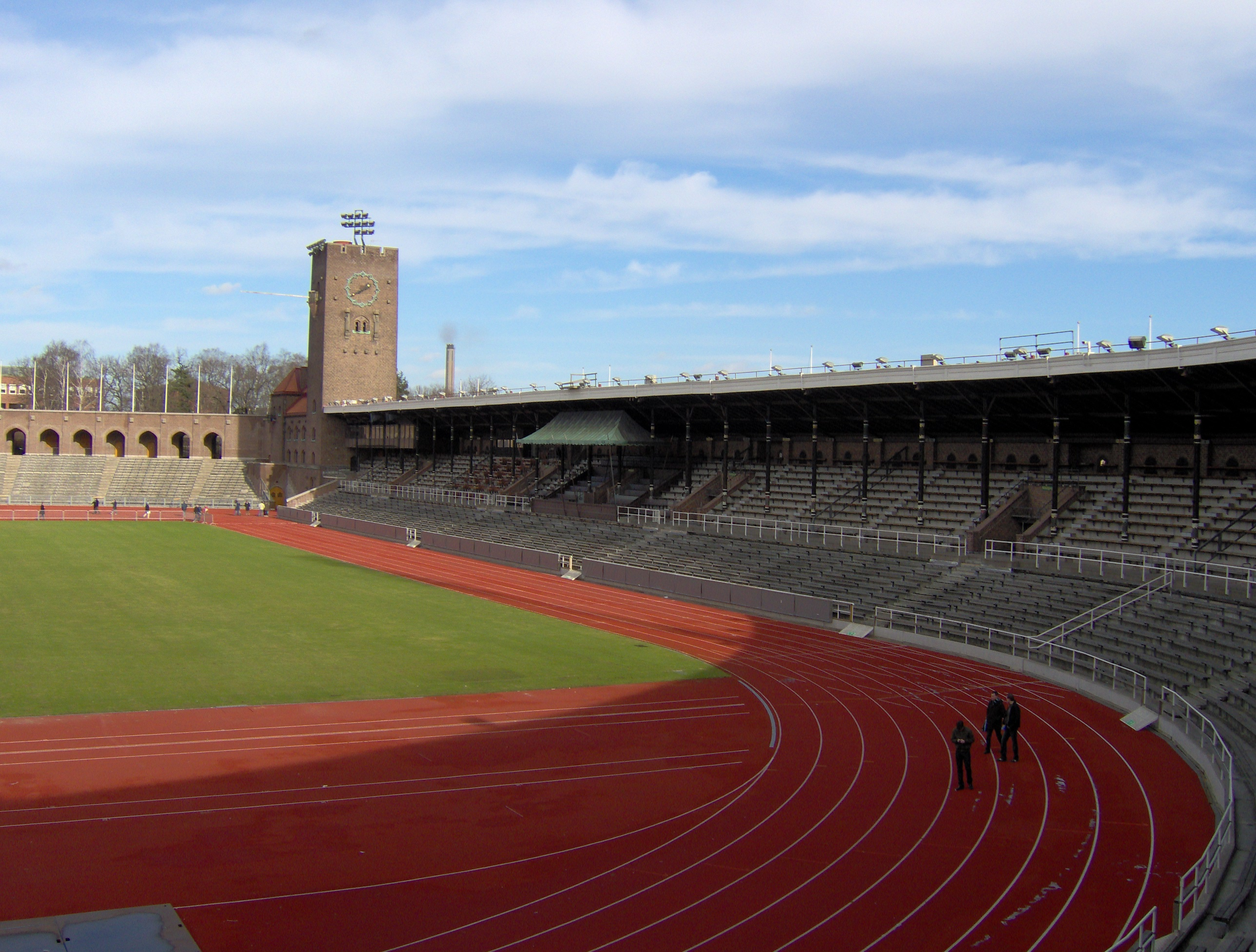
الجانب الشرقي من الملعب.